# Willi Neuberger
Willy Neuberger (Röllfeld, 15 aprile 1946) è un ex calciatore tedesco, di ruolo difensore.

## Carriera

### Club
La sua carriera si svolse interamente in Bundesliga tra le squadre di Borussia Dortmund, Werder Brema, Wuppertaler SV ed Eintracht Francoforte. Con l'Eintracht vinse per due volte la coppa di Germania e per una la Coppa UEFA.
Con 520 presenze in massima serie fu il recordman di presenze per molto tempo, fino a quando non fu superato dal suo ex compagno di squadra Karl-Heinz Körbel, detentore del primato. Al 2012 occupa l'ottavo posto della classifica.

### Nazionale
Con la Germania Ovest vanta due presenze in Nazionale, entrambe giocate nel 1968.

## Palmarès

### Club

#### Competizioni nazionali
- Coppa di Germania: 2

Eintracht Francoforte: 1974-1975, 1980-1981

#### Competizioni internazionali
- Coppa UEFA: 1

Eintracht Francoforte: 1979-1980